# 조토정 (오카야마현)
조토정(上道町)은 오카야마현 조토군에 설치되었던 정이다. 현재의 오카야마시에 해당한다.